# Clonă recombinată
O clonă recombinată, în engleză recombinant clone, este o clonă ce conține molecule de ADN recombinat.

## Vezi și
- Organism modificat genetic